# Seweromuisk
Seweromuisk (russisch Северому́йск) ist eine Siedlung städtischen Typs in der autonomen Republik Burjatien (Russland) mit 2198 Einwohnern (Stand 14. Oktober 2010).

## Geographie
Die Siedlung liegt im Tal des Mujakan, eines linken Nebenflusses der Muja, der das Nördliche Mujagebirge (Seweromuisker Gebirge) im Norden vom Mujakangebirge im Süden trennt. Die beiden in diesem Gebiet etwa 2300 Meter hohen Bergzüge gehören zum System des Stanowoihochlandes. Seweromuisk befindet sich etwa 620 Kilometer (Luftlinie) nordöstlich der Republikhauptstadt Ulan-Ude.
Die Siedlung gehört zum Rajon Muiski und ist von dessen Verwaltungszentrum Taksimo gut 90 Kilometer in südwestlicher Richtung entfernt.

## Geschichte
Der Ort entstand im Zusammenhang mit dem Bau der Baikal-Amur-Magistrale (BAM) ab Mitte der 1970er Jahre. Wenige Kilometer nördlich wurde mit dem Bau des über 15 Kilometer langen Seweromuisker Tunnels begonnen. 1977 wurde dem Ort der Status einer Siedlung städtischen Typs verliehen.
Da sich die Fertigstellung des Tunnels entgegen den ursprünglichen Planungen um fast 20 Jahre bis 2001 verzögerte, blieb Seweromuisk länger als vorgesehen logistisches Zentrum des Tunnelbaus. Als die Arbeiten in den 1990er Jahren infolge der Wirtschaftskrise wegen fehlender Finanzierung zeitweilig zum Erliegen kamen, verließen dennoch fast zwei Drittel der Einwohner den Ort.

### Bevölkerungsentwicklung
| Jahr | Einwohner |
| ---- | --------- |
| 1979 | 3599      |
| 1989 | 9685      |
| 2002 | 4036      |
| 2010 | 2198      |

Anmerkung: Volkszählungsdaten

## Wirtschaft und Infrastruktur
Praktisch einziger Wirtschaftsfaktor ist die Lage an der Baikal-Amur-Magistrale (Streckenkilometer 1385 ab Taischet), die Unterhaltung des Seweromuisker Tunnels und der nördlich der Station abzweigenden, 60 Kilometer langen, über die Passhöhe des Seweromuisker Gebirges führenden und auch nach Fertigstellung des Tunnels weiter betriebenen Umgehungsstrecke.
Durch den Ort führt auch die der BAM folgende Straße.